# Los valientes andan solos
Los valientes andan solos (en el original en inglés, Lonely Are the Brave) es una película wéstern estadounidense, en blanco y negro, adaptación de la novela de Edward Abbey The Brave Cowboy (1956). La película fue dirigida por David Miller a partir de un guion de Dalton Trumbo.
La protagoniza Kirk Douglas como el vaquero Jack Burns, Gena Rowlands como la esposa de su mejor amigo y Walter Matthau como un sheriff que simpatiza con Burns pero tiene que hacer su trabajo y perseguirle. También cuenta con una de las primeras partituras cinematográficas del compositor Jerry Goldsmith. Douglas sentía que era su película favorita .

## Trama
John W. "Jack" Burns (Kirk Douglas) es un veterano de la Guerra de Corea que trabaja como peón de rancho itinerante igual que hacían los vaqueros del Viejo Oeste, rechazando unirse a la sociedad contemporánea. Rechaza gran parte de la tecnología moderna y no lleva ninguna identificación, como una licencia de conducir o una tarjeta de reclutamiento. Ni siquiera puede proporcionar a las autoridades un domicilio particular porque simplemente duerme donde encuentre lugar.
Cuando Burns cruza una carretera hacia un pueblo en Nuevo México, su noble pero temperamental yegua Whiskey tiene dificultades para cruzar la calzada, confundida y asustada por el tráfico. Entran al pueblo para visitar a Jerry (Gena Rowlands). Es la esposa de un viejo amigo, Paul Bondi (Michael Kane), que ha sido encarcelado por brindar ayuda a unos obreros mexicanos, inmigrantes ilegales. Jack explica su aversión por una sociedad que restringe a un hombre sobre dónde puede o no puede ir, qué  puede o no puede hacer.
Para sacar a Bondi de prisión, Burns decide que él mismo debe ser arrestado. Después de una violenta pelea en un bar con un hombre manco (Bill Raisch) en la que se ve forzado a usar un solo brazo, Burns es arrestado. Cuando la policía decide dejarle ir, golpea intencionadamente a un policía para que lo vuelvan a arrestar. Ahora se enfrenta a una probable sentencia de un año en prisión, lo que le permite ver a Bondi, con el propósito de ayudarle a escapar. La ciudad es un somnoliento pueblo fronterizo y la mayoría de los policías permanecen aburridos, ocupados en ocasionales delitos menores. El sheriff, Morey Johnson (Walter Matthau), les tiene que obligar a prestar atención a sus deberes en ocasiones.
Reunido con Bondi en prisión, Burns intenta persuadirle de huir. Le dice a Bondi que no podría pasar un año encerrado porque probablemente mataría a alguien. Burns defiende a Bondi de la atención del sádico ayudante del sheriff Gutiérrez (George Kennedy), quien elige a Burns como su próximo objetivo. Por la noche los reclusos ven a través de los barrotes a Burns usando la hoja de una sierra para metales que escondía en su bota. Gutiérrez convoca a Burns a altas horas y le golpea. Al regresar a su celda, Burns intenta persuadir a Bondi de unirse a su fuga. Bondi ha aceptado su sentencia de dos años porque tiene una familia esperando y demasiado en juego para convertirse en un fugitivo de la ley. Decide quedarse. Burns lo comprende y se fuga solo; regresa a casa de Bondi, donde recoge su yegua y algo de comida de la esposa de Bondi. Después de la fuga de prisión, el sheriff se entera de que Burns sirvió en el ejército durante la Guerra de Corea, incluyendo siete meses en un centro de formación disciplinario por golpear a un oficial superior. También recibió un Corazón Púrpura y una Cruz por Servicio Distinguido con hojas de roble por su valor en batalla.
Burns se dirige a las montañas a caballo con el objetivo de cruzar la frontera a México. La policía organiza una extensa búsqueda, con el sheriff Johnson y su ayudante Harry (William Schallert) siguiéndole en un jeep. Se trae un helicóptero militar, y cuando localiza a Burns, transmiten su ubicación al sheriff. Whiskey es repetidamente asustada por el helicóptero por lo que Burns dispara al rotor de cola, averiándolo y causando que el piloto pierda el control y se estrelle.
Gutiérrez también persigue a Burns. Ve a su montura y se prepara para disparar, cuando Burs se acerca sigilosamente y lo deja inconsciente con la culata de su rifle. Burns dirige a su yegua por pendientes rocosas increíblemente difíciles para escapar de sus perseguidores, pero los agentes de la ley siguen su rastro, forzándole a continuar en movimiento. Finalmente superan la cima de las Montañas Sandía y escapan hacia el lado este de las montañas, una amplia base de madera maciza, con los agentes disparándoles. El sheriff reconoce que Burns ha eludido sus intentos de captura. Burns ha recibido un disparo en un tobillo durante su carrera hacia la base.
Al caer la noche el jinete intenta cruzar la carretera 66 en Tijeras Canyon durante una fuerte tormenta pero el tráfico asusta a Whiskey y la ciegan las luces de los vehículos. Un camionero los atropella. El sheriff llega y, cuando la policía estatal le pregunta si es el hombre que ha estado buscando, dice que no lo puede identificar, porque nunca ha visto de cerca al hombre que perseguía. Ambos moribundos sobre el asfalto, Whiskey es sacrificada de un disparo y Burns llevado en una ambulancia.

## Reparto
- Kirk Douglas como John W. "Jack" Burns
- Gena Rowlands como Jerry Bondi
- Walter Matthau como el sheriff Morey Johnson
- Michael Kane como Paul Bondi
- Carroll O'Connor como camionero
- William Schallert como Harry, ayudante del sheriff
- George Kennedy como Gutiérrez
- Karl Swenson como reverendo Hoskins, un recluso
- Bill Mims como primer ayudante del sheriff que acusa a Burns
- Martín Garralaga como viejo
- Lalo Ríos como recluso
- Bill Bixby como piloto de helicóptero (sin acreditar)
- Bill Raisch como manco (sin acreditar)
- George Keymas como ayudante del sheriff (sin acreditar)
- Harry Lauter como ayudante del sheriff en la montaña (sin acreditar)

## Producción
Lonely Are the Brave fue filmada después de que Kirk Douglas leyera la novela de Edward Abbey The Brave Cowboy y convenciera a Universal Pictures para producirla con él en el papel protagonista:
"Sucede que es un punto de vista que me encanta. Esto es lo que me atrajo de la historia – la dificultad de ser un individuo hoy."
Douglas reunió el reparto y equipo a través de su compañía de producción, Joel Productions, y reclutó al escritor antes en la lista negra Dalton Trumbo, quien había escrito Espartaco dos años antes, para escribir el guion.
La película fue filmada en el área de Albuquerque, Nuevo México y alrededores: en las Montañas Sandía, las Montañas Manzano, Tijeras Canyon y la Base de la Fuerza Aérea de Kirtland.
El título provisional para la película era "The Last Heroe", pero el título de estreno fue asunto de disputa entre Douglas, que la quiso llamar "The Brave Cowboy" igual que la novela, y el estudio. Douglas quería que la película se proyectara en casas de arte y atrajera una audiencia, pero Universal decidió comercializar la película como un western, titulándola "Lonely Are the Brave" y estrenándola ampliamente sin ningún apoyo particular. A pesar de esto, la película tiene seguidores de culto, y es a menudo listada entre los mejores westerns jamás realizados.
Miller dirigió la obra con un sentimiento reverente y elocuente hacia el paisaje, complementando el arco narrativo de un individuo solitario y de principios probado por la tragedia y el impulso de su conciencia ferozmente independiente.
Los valientes andan solos se estrenó en Houston, Texas el 24 de mayo de 1962.